# DJ Kayz
DJ Kayz (* 1980 in Algerien) als Mehdi Aichaoui ist ein französisch-algerischer Musiker. Er ist bekannt für seine Mix-Compilations und die Zusammenarbeit mit bekannten französischen Rappern. Sein YouTube-Kanal gehört zu den mit den höchsten Aufrufzahlen in Algerien.

## Biografie
DJ Kayz stammt aus der Kabylei, einer kulturell eigenständigen Bergregion im Norden von Algerien. Inspiriert vom marokkanischen DJ Cut Killer begann er selbst Mitte der 1990er Jahre mit dem Mixen von Musik. 2003 machte er erstmals auf sich aufmerksam mit der Compilation Funk Raï Summer Show mit Raï, dem algerischen Pop. Zwei Jahre später begann er mit der Mixserie Paris Oran New York (Oran gilt als Zentrum des Raï), die auch in Frankreich sehr populär wurde und sich tausendfach verkaufte.
Bei der Ausgabe von 2014 arbeitete er mit französischen Rappern wie Jul, Rim'K, L’Algérino, Ridsa und Maître Gims zusammen. Letztgenannter war an Du swagg beteiligt, der Song kam in den französischen Charts bis auf Platz 45 und war der erste große Erfolg von DJ Kayz. Das Album erreichte anschließend sogar Platz 14.
Im Jahr darauf war er mit dem Konzept noch erfolgreicher, die 2015er-Ausgabe kam in die Album-Top-10 und der Titel Validé mit Ridsa und Axel Tony erreichte bei den Singles Platz 12. 2018 erschien sein zweites Top-10-Album DJ Kayz en famille mit dem Hit Jour J, der bei YouTube über 30 Millionen Mal aufgerufen wurde und ihm eine Goldene Schallplatte brachte.

## Diskografie

### Alben
| Jahr | Titel                    | Höchstplatzierung, Gesamtwochen, AuszeichnungChartplatzierungen (Jahr, Titel, Platzierungen, Wochen, Auszeichnungen, Anmerkungen) | Höchstplatzierung, Gesamtwochen, AuszeichnungChartplatzierungen (Jahr, Titel, Platzierungen, Wochen, Auszeichnungen, Anmerkungen) | Anmerkungen                           |
| Jahr | Titel                    | BEW | FR | Anmerkungen                           |
| ---- | ------------------------ | --- | --- | ------------------------------------- |
| 2014 | Paris Oran New York      | BEW123 (1 Wo.)BEW | FR14 (12 Wo.)FR | Erstveröffentlichung: 25. August 2014 |
| 2015 | Paris Oran New York 2015 | BEW56 (2 Wo.)BEW | FR9 (13 Wo.)FR | Erstveröffentlichung: 15. Juni 2015   |
| 2016 | DJ Kayz                  | — | FR23 Gold · (16 Wo.)FR | Erstveröffentlichung: 3. Juni 2016    |
| 2018 | En famille               | BEW44 (9 Wo.)BEW | FR10 Gold · (21 Wo.)FR | Erstveröffentlichung: 29. Juni 2018   |
| 2021 | En équipe                | — | FR20 (2 Wo.)FR | Erstveröffentlichung: 16. Juli 2021   |

Weitere Alben
- Paris Oran New York Volume 1 (2005)
- Paris Oran New York Volume 2 (2006)
- Kabylifornie (2011)
- Oran Mix Party (2012)
- Oran Mix Party 2 (2012)

### Singles
| Jahr | Titel Album                                          | Höchstplatzierung, Gesamtwochen, AuszeichnungChartsChartplatzierungen (Jahr, Titel, Album, Platzierungen, Wochen, Auszeichnungen, Anmerkungen) | Anmerkungen                                                                |
| Jahr | Titel Album                                          | FR | Anmerkungen                                                                |
| ---- | ---------------------------------------------------- | --- | -------------------------------------------------------------------------- |
| 2014 | Fidèle à ma team Paris Oran New York                 | FR136 (3 Wo.)FR | Erstveröffentlichung: 26. Mai 2014 featuring Jul                           |
| 2014 | Du swagg Paris Oran New York                         | FR45 (17 Wo.)FR | featuring H Magnum & Maître Gims                                           |
| 2014 | Jnouné Paris Oran New York                           | FR176 (1 Wo.)FR | featuring Rim'K, Jul & Dieselle                                            |
| 2014 | 100 mecs sans meuf L.O.V.E.                          | FR162 (1 Wo.)FR | Erstveröffentlichung: 10. November 2014 DJ Kayz presents Ridsa & Li’lya DS |
| 2015 | Jugni ji Paris Oran New York 2015                    | FR43 (18 Wo.)FR | featuring Mister You, Dr Zeus & Sophia Akkara                              |
| 2015 | Mariage dérangé (Miqueline) Paris Oran New York 2015 | FR30 (1 Wo.)FR | featuring Souf, Farid & Oussama                                            |
| 2015 | Validé Paris Oran New York 2015                      | FR12 (5 Wo.)FR | featuring Ridsa & Axel Tony ; Sample von Tarkan - Şımarık                  |
| 2015 | On s’met bien Paris Oran New York 2015               | FR143 (1 Wo.)FR | featuring Ridsa                                                            |
| 2016 | Coller serrer DJ Kayz                                | FR17 (6 Wo.)FR | Erstveröffentlichung: 19. Februar 2016 featuring Gradur                    |
| 2016 | Com’dab DJ Kayz                                      | FR149 Platin · (8 Wo.)FR | Höchstplatzierung erst 2022 featuring Keblack & Naza                       |
| 2018 | Jour J En famille                                    | FR32 Platin · (16 Wo.)FR | Erstveröffentlichung: 2. März 2018 featuring Wassila & Scridge             |
| 2020 | Monte le son En équipe                               | FR36 Platin · (18 Wo.)FR | Erstveröffentlichung: 2. Oktober 2020 mit Niska                            |
| 2021 | Masterclass En équipe                                | FR85 (1 Wo.)FR | Erstveröffentlichung: 3. März 2021 feat. RK & Landy                        |
| 2021 | Bled En équipe                                       | FR81 (3 Wo.)FR | Erstveröffentlichung: 28. Mai 2021 feat. Moha K                            |

Weitere Singles
- History (featuring Frissco, 2011)
- Fuego (featuring Souf, 2017)